# Saint-Servant
Saint-Servant es una comuna francesa situada en el departamento de Morbihan, en la región de Bretaña.

## Demografía
| 991 | 960 | 916 | 876 | 830 | 810 | 811 |
| Para los censos de 1962 a 1999 la población legal corresponde a la población sin duplicidades (Fuente: INSEE [Consultar]) |     |     |     |     |     |     |